# برانیشوویتسه
برانیشوویتسه (به چکی: Branišovice) یک منطقهٔ مسکونی در جمهوری چک است که در ناحیه برنو-تسوونتری واقع شده‌است. برانیشوویتسه ۱۱٫۰۵ کیلومتر مربع مساحت و ۵۲۳ نفر جمعیت دارد و ۱۹۴ متر بالاتر از سطح دریا واقع شده‌است.